# Родиль, Хосе Рамон
Маркиз (с 1831) Хосе Рамон Родиль (исп. José Ramón Rodil y Gayoso; 5 февраля 1789, Фонсаграда, Галисия — 20 февраля 1853, Мадрид) — испанский военачальник, генерал-капитан (фельдмаршал), один из лидеров испанских роялистов (сторонников короля) в ходе войны со сторонниками независимости Испанских колоний в Америке. В дальнейшем — вице-король Наварры (1834) и премьер-министр Испании (1842—43; в период регентства генерала Бальдомеро Эспартеро).

## Биография
Родился в 1789 году в Испании поблизости от Луго. Учился в университете Сантьяго-де-Компостела. Во время французского вторжения в Испанию (1808—1814) в университете был сформирован добровольческий студенческий батальон, в составе которого в боях с французами участвовал и Родиль.
После окончания Наполеоновских войн, Родиль отправился в Вице-королевство Перу и вскоре после прибытия в Кальяо (1817) получил звание майора (команданте). Из Кальяо Родиль совершил пеший переход в Чили. Он участвовал в сражениях при Тальке, при Канча-Раяде и при Майпу (1818). По возвращении в Лиму он получил звание полковника (1820) и был снова направлен в Кальяо.
Во время битвы при Аякучо (1824) Родиль оставался в Кальяо в качестве коменданта укреплений, крупнейшим из которых являлась Крепость короля Филиппа. При Аякучо испанские роялисты потерпели сокрушительное поражение от сторонников независимости, однако Родиль отказался капитулировать, надеясь на помощь из Испании. Осаждённый с суши и с моря, Родиль продержался в Кальяо почти два года. В ходе осады от голода и болезней погибло большинство его солдат и тысячи мирных-жителей роялистов, бежавших в Кальяо. Только окончательно исчерпав все ресурсы для сопротивления (оставшиеся в живых солдаты и офицеры гарнизона питались крысами) Родиль 22 января 1826 года сдал город стороннику Симона Боливара, генералу Бартоломе Салому. Боливар был восхищен стойкостью Родиля и в ответ на требование Салома репрессировать роялистов ответил «Героизм — не повод для наказания» (исп. El heroísmo no es digno de castigo). После этого Родилю было предоставлено право забрать из крепости знамёна своих полков, покинуть территорию Перу и отплыть в Испанию.
Родиль и его солдаты были последними испанскими войсками в Южной Америке. По прибытии в Испанию, за двухлетнюю оборону Кальяо полковник Родиль был произведён в генерал-майоры.
В 1829 году, по указу короля Фердинанда VII, Родиль организовал в Испании Корпус карабинеров (королевской военной полиции). В 1831 году был удостоен титула маркиза (1831). Однако, неудачная система финансирования корпуса, предложенная самим королём, сильно снижала возможности корпуса, фактически поставив его в зависимость от испанского казначейства.
Сторонник королевы-регента Марии Кристины, Родиль был отправлен арестовать претендента на престол Испании дона Карлоса Старшего, но тот успел укрыться в Португалии. Во время Первой карлистской войны (против сторонников дона Карлоса) Родиль был назначен вице-королем Наварры (1834), однако в том же году потерпел поражение от баскского военачальника-карлиста Сумалакарреги и был уволен в отставку.
Однако, карьера Родиля на этом не кончилась. Сторонник генерала Эспартеро, Родиль в 1836 году занимал пост военного министра Испании, а в 1842—43 годах — сразу два ключевых поста: премьер-министра и военного министра. По его приказу Корпус Карабинеров был полностью реорганизован на новых началах генерал-майором Ириарте.
В разные годы Родиль также заседал в обеих палатах испанского парламента (являлся депутатом и сенатором).
Генерал Родиль скончался в Мадриде 20 февраля 1853 года в возрасте шестидесяти четырех лет.